# Thomas Thorstensen
Thomas Thorstensen (Stavanger, Rogaland, 15 de maig de 1880 – 18 de juny de 1953) va ser un gimnasta noruec que va competir durant els primers anys del segle xx.
El 1908 va prendre part en els Jocs Olímpics de Londres, on va guanyar la medalla de plata en la prova del concurs complet per equips.
Quatre anys més tard, als Jocs d'Estocolm, guanyà la medalla de bronze en el concurs per equips, sistema suec del programa de gimnàstica.